# Maja Kraft
Maja Kraft, pseudonimo di Natalia Gryczyńska (Poznań, 14 dicembre 1983), è una cantante polacca.

## Biografia
Soprannominata "la Britney Spears polacca" per la somiglianza del suo stile musicale ed estetico con quello della popstar statunitense, Maja Kraft ha goduto di popolarità nel suo paese con la pubblicazione del suo album di debutto Moje skrzydła nel 2000. L'anno successivo ha presentato il programma musicale Supermuza su TVP Polonia. Ha presto abbandonato il mondo dello spettacolo per concentrarsi sui suoi studi, e si è laureata all'Università Adam Mickiewicz di Poznań.

## Discografia

### Album in studio
- 2000 – Moje skrzydła

### Singoli
- 2000 – Moje skrzydła
- 2000 – Twoja magia
- 2000 – Nie przestanę
- 2000 – Między nocą a dniem
- 2001 – Mój karnawał (con Bartek Wrona)
- 2001 – Tylko wiatr